# Deramas nolens
Deramas nolens är en fjärilsart som beskrevs av John Nevill Eliot 1964. Deramas nolens ingår i släktet Deramas och familjen juvelvingar. Inga underarter finns listade i Catalogue of Life.